# Steve Erickson
Steve Erickson, all'anagrafe Stephen Michael Erickson (Los Angeles, 20 aprile 1950), è uno scrittore, saggista e critico cinematografico statunitense.
Tra i maggiori scrittori statunitensi contemporanei, viene considerato un significativo esponente della corrente artistico-letteraria Avantpop.

## Biografia
Erickson è nato e cresciuto a Granada Hills, un quartiere di Los Angeles (in California), figlio unico di un fotografo (morto nel 1990) e di un'ex-attrice che ha gestito per diversi anni un piccolo teatro di Los Angeles. Durante la sua infanzia, Erickson era affetto da balbuzie. Questo tema riaffiora occasionalmente nei suoi romanzi, come ad esempio in Amnesiascope, nel quale l'argomento è discusso in dettaglio.
Erickson scrisse il suo primo racconto all'età di sette anni, venendo accusato di plagio perché i suoi insegnanti non riuscivano a credere che potesse averlo scritto veramente lui. A causa della sua balbuzie, molti insegnanti credevano addirittura che non fosse capace di leggere. All'età di quindici anni, iniziò ad inviare i suoi racconti a diverse case editrici del paese. Ha studiato cinematografia presso l'UCLA (conseguendo il B. A. nel 1972) ed in seguito giornalismo (conseguendo il master nel 1973).
Erickson ha lavorato per diversi anni per un piccolo quotidiano regionale della California meridionale. Nello stesso periodo, comincia a scrivere come giornalista freelance per diverse altre riviste alternative dello stato. Il suo primo romanzo, Momenti perduti (Days Between Stations), venne pubblicato nel 1985; in quell'occasione lo scrittore distrusse tutti i suoi manoscritti preesistenti.
A partire dal 1985, Erickson ha pubblicato, in totale, nove romanzi e due raccolte di saggi, Leap Year e American Nomad, cronache del suo viaggio attraverso gli Stati Uniti durante le elezioni presidenziali del 1988 e del 1996. Oltre a contenere, tra le altre cose, delle sezioni "narrative" con protagonisti i personaggi provenienti dall'universo narrativo dei suoi romanzi, essi riportano anche i commenti dell'autore sulla politica, la cronaca, la musica, il cinema, la letteratura e, soprattutto, l'America contemporanea. Lo stesso Erickson appare brevemente come personaggio nel romanzo The Death of Frank Sinatra (1996) di Michael Ventura.
Erickson ha scritto per numerosi periodici, tra i quali il New York Times, l'Esquire e Rolling Stone. Attualmente è un docente presso il Programma di scrittura creativa del Master of Fine Arts del California Institute of the Arts, nonché redattore della rivista letteraria Black Clock. È inoltre critico cinematografico presso la rivista Los Angeles dal 2001. Nel 2007 ha ricevuto una borsa Guggenheim Fellowship dalla John Simon Guggenheim Foundation.
La sua opera è stata menzionata ed apprezzata da molti altri scrittori, quali Thomas Pynchon, David Foster Wallace, Richard Powers, William Gibson, Kathy Acker, Craig Clevenger, Brian Evenson, Paul Auster, Mark Z. Danielewski, Jonathan Lethem e Ryū Murakami.
Abita con la sua famiglia nel Topanga Canyon, nella California meridionale.

## Motivi ricorrenti
I romanzi di Erickson ruotano attorno a certe immagini, luoghi, temi e idee che appaiono in quasi tutte le sue opere. Uno di essi è la schiavitù, sia storica che metaforica. Il suo quarto romanzo, Arc d'X inizia con la storia della relazione amorosa tra Thomas Jefferson e una schiava di colore, Sally Hemings. In diversi romanzi viene raccontata la vendita, l'acquisto, la proprietà e l'emancipazione di donne; altrettanto spesso sono gli uomini a essere intrappolati più profondamente da ciò che cercano o credono di possedere. Praticamente in tutti i suoi romanzi la protagonista femminile è la catalizzatrice che mette in moto avvenimenti e crisi, specialmente in Il mare arriva a mezzanotte e Our Ecstatic Days, dove i personaggi femminili sono dominanti. Altri due temi importanti, specialmente in Our Ecstatic Days, sono la paternità e la maternità; spesso a questi è connessa la tragedia della perdita di un figlio. L'Occupante in Il mare arriva a mezzanotte viene lasciato da sua moglie, che è anche incinta. In Momenti perduti Adolphe e Maurice Sarre sono abbandonati dalle rispettive madri e il figlio di Lauren, Jules, muore.
Talvolta Erickson si basa su eventi e situazioni della propria vita, per quanto esse vengano filtrate da un'immaginazione decisamente surrealista. Le vicende raccontate dallo scrittore californiano spesso si ambientano a Los Angeles. Amnesiascope è quasi un memoriale nel quale persone reali e avvenimenti della vita di Erickson si mescolano con personaggi e fatti immaginari.
Un tema ricorrente è quello del cinema, presentato dalla prospettiva di un regista (Momenti perduti), uno sceneggiatore (Rubicon Beach), un critico cinematografico (Amnesiascope), o un montatore (Zeroville). Spesso i film immaginati sono trasgressivi, incompresi e rifiutati dal pubblico. Il motivo dell'artista ignorato che lotta per avere un riconoscimento ritorna frequentemente.
La maggior parte dei romanzi di Erickson sono apocalittici. Presentano una lenta obliterazione del mondo in cui vivono i personaggi. Spesso è la natura a rivoltarsi contro l'umanità (p.es. il lungo inverno a Parigi, la scomparsa dell'acqua a Venezia e nel Mediterraneo, e le tempeste di sabbia a Los Angeles in Momenti perduti; i terremoti in Amnesiascope; il lago che sommerge Los Angeles sia in Rubicon Beach che in Our Ecstatic Days).
I personaggi di Erickson usualmente vivono in grandi metropoli come Los Angeles, New York, Berlino, Parigi o Tokyo nelle quali fenomeni naturali inattesi scatenano il caos e mostrano quanto la civiltà sia in realtà fragile. Occasionalmente Erickson ha fatto uso di elementi in un certo senso soprannaturali, come poteri paranormali di qualche personaggio (Catherine in Rubicon Beach), oggetti bizzarri (la bottiglia che contiene occhi umani in Momenti perduti, che ricompare in Arc d'X). La forza più potente nell'universo di Erickson è l'amore, spesso passionale, sensuale, irresistibile, inarrestabile. Gli amanti si feriscono ma allo stesso tempo non possono fare a meno l'uno dell'altro. Quando l'amore viene perduto i personaggi divengono vuoti, amareggiati o pieni d'odio. L'affetto spesso equivale al possesso.
Una caratteristica saliente del mondo narrativo di Erickson è che i personaggi ricompaiono in più romanzi. Adolphe Sarre di Momenti perduti ricompare in Amnesiascope e viene menzionato anche in Zeroville. Lauren e Kara di Momenti perduti ricompaiono in Arc d'X; Kara appare anche in Tours of the Black Clock. Carl compare in Momenti perduti, Tours of the Black Clock, Amnesiascope e Il mare arriva a mezzanotte. Lauren e Jeanine di Momenti perduti e Catherine e Leigh di Rubicon Beach vengono menzionati in Tours of the Black Clock, come personaggi che appaiono nella mente dello scrittore protagonista dell'ultimo romanzo. Wade e Mallory di Rubicon Beach diventano personaggi principali in Arc d'X. Kristin compare sia in Il mare arriva a mezzanotte che in Our Ecstatic Days. Jainlight di Tours of the Black Clock ricompare, in un'incarnazione alterata, in Our Ecstatic Days.

## Opere

### Romanzi
- Momenti perduti (Days Between Stations, 1985), Pironti
- Rubicon Beach (1986)
- Tours of the Black Clock (1989)
- Arc d'X (1993), Fanucci
- Amnesiascope (1996)
- Il mare arriva a mezzanotte (The Sea Came in at Midnight, 1999), Frassinelli
- Our Ecstatic Days (2005)
- Zeroville (2007), Bompiani
- These Dreams of You (2012)
- Shadowbahn (2017), il Saggiatore

### Saggistica
- Leap Year (1989)
- American Nomad (1997)
- American Stutter (2022)

## Premi
- National Endowment of the Arts (1987);
- Notable Book of the Year, New York Times Book Review (1987): Rubicon Beach;
- Notable Book of the Year, New York Times Book Review (1989): Tours of the Black Clock;
- Best Books of the Year, Village Voice (1989): Tours of the Black Clock;
- Notable Book of the Year, New York Times Book Review (1993): Arc d'X;
- Best Fiction of the Year, Entertainment Weekly (1993): Arc d'X;
- Best Novel nominee, British Fantasy Society (1997): Amnesiascope;
- Notable Book of the Year, New York Times Book Review (1999): The Sea Came in at Midnight;
- Best Books of the Year, Uncut (1999): The Sea Came in at Midnight;
- Best Novel nominee, British Fantasy Society (1999): The Sea Came in at Midnight;
- Best Books of the Year, Los Angeles Times Book Review (2005): Our Ecstatic Days;
- Best Books of the Year, Uncut (2005): Our Ecstatic Days;
- John Simon Guggenheim Foundation Fellowship (2007);
- Best Books of the Year, Newsweek (2007): Zeroville;
- Best Books of the Year, Washington Post Book World (2007): Zeroville;
- Best Books of the Year, Los Angeles Times Book Review (2007): Zeroville